# New Zealand State Highway 90
Der New Zealand State Highway 90 (State Highway 90 oder in Kurzform SH 90) ist eine Fernstraße von nationalem Rang auf der Südinsel von Neuseeland.

## Geographie
Die Fernstraße besitzt eine Länge von 60 km und befindet sich im südlichen Teil der Südinsel. Die über ihre gesamte Länge zweispurig (je eine pro Fahrtrichtung) ausgebaute Straße verbindet den State Highway 8 bei Raes Junction und den State Highway 1 nordöstlich von Gore. Die Straße führt durch Teile der Regionen von Otago und Southland.

## Streckenführung
Der State Highway 90 beginnt an dem Abzweig vom State Highway 8 namens Raes Junction, unweit des Raes Junction Hotel und verläuft zunächst in ein paar großräumigen Zickzacklinien in südwestliche Richtung, entlang der Blue Mountains, die sich südöstlich der Straße erheben. Auf dem Weg trifft die Straße auf die kleine Gemeinde Tapanui, in der im Jahr 1984 der Arzt Peter Snow erstmals in Neuseeland das Chronische Fatigue-Syndrom dokumentierte und dazu publizierte. Weitere Siedlungen auf dem Weg des SH 90, der sich trotz seiner häufigen Richtungswechsel zwischen Süd und West in der Tendenz nach Südwesten bewegt, sind Waikoikoi, Waikaka Valley und Willowbank, bevor die Straße knapp einen Kilometer östlich von McNap und 3,15 Straßenkilometer ostnordöstlich von East Gore auf den State Highway 1 trifft und dort endet.